# Arteriola
Una arteriola es un vaso sanguíneo de la microcirculación de diámetro menor de 40-100 μm (micrómetros), dependiendo de su grado de contracción, que resulta de las  ramificaciones de las arterias y que conduce la sangre hacia los capilares. La resistencia que presentan las arteriolas al paso sanguíneo está determinada por el grado de contracción o relajación de la capa muscular de dichas arteriolas.

## Fisiología
Las arteriolas poseen en sus paredes una capa muscular, siendo los puntos principales de resistencia vascular. La presión sanguínea se produce por la contracción cardiaca y la resistencia vascular, a nivel arteriolar, llamada normalmente por médicos e investigadores resistencia periférica total. Las fluctuaciones de la presión sanguínea arterial se deben a la naturaleza pulsátil del ritmo cardíaco y están determinadas por la interacción del volumen del latido contra el volumen y elasticidad de las arterias principales. Las arteriolas reciben inervación autónoma y responden a diversas hormonas circulantes con el fin de regular su diámetro. De hecho los vasos retinianos carecen de una inervación simpática funcional.

## Relevancia clínica
Los diámetros de las arteriolas disminuyen con la edad y con la exposición a la contaminación atmosférica
.